# Napoleonovo zahájení
Napoleonovo zahájení je otevřené šachové zahájení začínající tahy 1. e4 e5 2. Df3.
Zahájení je považováno za slabé, protože rozvíjí dámu příliš brzy a ta se stává předmětem útoku a zbavuje jezdce pole f3. 
Stejně jako u podobného Parhamova útoku (2. Dh5) bílý doufá, že dá mat na f7 (2. Df3 Jc6 3. Sc4 Sc5? 4. Dxf7#) (tzv. Ovčácký mat). V obou případech se černý může pasti snadno vyhnout.
Zahájení je pojmenováno po francouzském císaři Napoleonovi, který byl považován za poměrně silného amatérského šachistu. Napoleon toto zahájení údajně hrál s šachovým automatem zvaným Turek. Zachoval se i zápis partie.